# Bjørn Tore Kvarme
Bjørn Tore Kvarme (* 17. Juni 1972 in Trondheim) ist ein ehemaliger norwegischer Fußballspieler. Der Innenverteidiger, der auch auf der rechten Abwehrseite eingesetzt werden konnte, gewann in den 1990er-Jahren mit seinem Heimatklub Rosenborg BK fünfmal die norwegische Meisterschaft sowie zweimal den Pokal, bevor er ins Ausland wechselte und jeweils in England, Frankreich und Spanien in den höchsten nationalen Spielklassen aktiv war.

## Sportlicher Werdegang
Kvarme war zu Beginn und Mitte der 1990er-Jahre Teil der damals besten norwegischen Fußballmannschaft, die zwischen 1992 und 1996 fünfmal die heimische Meisterschaft sowie zweimal den Pokal gewann. Darüber hinaus machte Rosenborg Trondheim auch international auf sich aufmerksam, spätestens nachdem der Klub in der Champions-League-Saison 1996/97 in der Gruppenphase den AC Mailand auswärts besiegt und damit aus dem laufenden Wettbewerb eliminiert hatte. In der Folge weckte Kvarme Interesse bei namhaften Vereinen, zumal er im Januar 1997 nach der Bosman-Entscheidung ablösefrei zu haben war. Ein anvisierter Wechsel innerhalb Norwegens zu Stabæk zerschlug sich schnell, nachdem der renommierte FC Liverpool eine Offerte gestartet hatte. In Liverpool hatte sich zudem sein ehemaliger Mannschaftskamerad Stig Inge Bjørnebye bereits etabliert und Skandinaviern wurde in der englischen Premier League nachgesagt, dass sie sich oft gut auf die körperbetonte Spielweise einstellen konnten und über gute Sprachkenntnisse verfügten.
Schnell etablierte sich der Neuling bei den „Reds“ in der Innenverteidigung sowohl gelegentlich auf den rechten Außenbahn. Seine körperbetonte Spielweise zeichnete sich durch Schnörkellosigkeit aus und er war für einen Abwehrspieler vergleichsweise schnell. Er absolvierte in der von Roy Evans trainierten Mannschaft sämtliche Restpartien der Saison 1996/97 mit Ausnahme der Europapokalspiele (für die er wegen seiner Rosenborg-Einsätze keine Einsatzberechtigung hatte). Kvarme galt als „Glücksgriff“, da er schnell die Lücke des im Dezember 1996 abgewanderten John Scales gefüllt hatte; in der Sommerpause 1997 verbrachte er einen Großteil der Zeit bei seinem Ex-Klub in Trondheim, primär um an seinen noch vorhandenen schwächen im Kopfballspiel zu arbeiten. Einen Wendepunkt in der Karriere markierte der 18. Oktober 1997, als sein Fehler im Derby gegen den FC Everton den 0:2-Endstand durch Danny Cadamarteri einleitete. Er behielt zwar zunächst seinen Stammplatz, aber nach einem weiteren Fauxpas gegen Manchester United machte ihn Trainer Evans selbst zur Zielscheibe der Kritik. Überraschenderweise blieb er für den Rest des Kalenderjahrs noch in der Startelf, aber eine weitere schwache Leistung Anfang Januar 1998 beim 1:3 daheim gegen Coventry City im FA Cup (vor allem in seinen Duellen mit Darren Huckerby) sorgte dafür, dass Evans an ihm nicht weiter festhielt. Kvarme kam nicht mehr regelmäßig in Liverpool zum Einsatz und verließ den Klub zu Beginn der Saison 1999/2000, nachdem der neue Trainer Gérard Houllier mit Sami Hyypiä und Stéphane Henchoz zwei neue Innenverteidiger angeheuert hatte.
Ende August 1999 wechselte Kvarme nach Frankreich zum Erstligaaufsteiger AS Saint-Étienne. Dort absolvierte er zwei Jahre, war zwischenzeitlich Kapitän der Mannschaft und zog nach Ablauf der Saison 2000/01 (nach dem Abstieg des Vereins) nach Spanien ins Baskenland zum Erstligisten Real Sociedad San Sebastián. Dort war er Teil des Teams, das überraschend im Jahr 2003 um die Meisterschaft mitspielte und diese als Vizemeister nur knapp hinter Real Madrid verpasste. Nach insgesamt drei Jahren dort kehrte er noch einmal nach Frankreich zurück und spielte in der Saison 2004/05 beim späteren korsischen Absteiger SC Bastia. Ab 2005 ließ Kvarme seine Karriere beim Heimatklub Rosenborg ausklingen und gewann 2006 seine sechste norwegische Meisterschaft. Verletzungsbedingt erklärte er im Juni 2008 seinen Rücktritt vom aktiven Sport.

## Titel
- Norwegische Meisterschaft (6): 1992, 1993, 1994, 1995, 1996, 2006
- Norwegischer Pokal (2): 1992, 1995